# Tossal del Duc
El Tossal del Duc és una muntanya de 2.063 metres que es troba al municipi de la Guingueta d'Àneu, a la comarca del Pallars Sobirà.